# Huehuetán
Huehuetán é um município do estado do Chiapas, no México. A população do município calculada no censo 2005 era de 30.450 habitantes.